# Scincella devorator
Espèce
Statut de conservation UICN

 DD  : Données insuffisantes
Synonymes
- Sphenomorphus devorator Darevsky, Orlov & Cuc, 2004

Scincella devorator est une espèce de sauriens de la famille des Scincidae.

## Répartition
Cette espèce est endémique de la province de Quảng Ninh au Viêt Nam.

## Systématique
Le nom valide complet (avec auteur) de ce taxon est Scincella devorator (Darevsky, Orlov & Cuc, 2004).
L'espèce a été initialement classée dans le genre Sphenomorphus sous le protonyme Sphenomorphus devorator Darevsky, Orlov & Cuc, 2004.
Scincella devorator a pour synonyme :
- Sphenomorphus devorator Darevsky, Orlov & Cuc, 2004

## Publication originale
- (en) Ilya S Darevsky, Nikolai L Orlov et Thu Cuc Ho, « Two New Lygosomine Skinks of the Genus Sphenomorphus Fitzinger, 1843 (Sauria, Scincidae) from Northern Vietnam », Russian Journal of Herpetology, vol. 11, no 2,‎ 2004, p. 111-120 (ISSN 1026-2296 et 2713-1467, lire en ligne).